# Program Operacyjny Pomoc Żywnościowa
Program Operacyjny Pomoc Żywnościowa (skr. POPŻ) – współfinansowany ze środków Europejskiego Funduszu Pomocy Najbardziej Potrzebującym (ang. Fund for European Aid to the Most Deprived – FEAD) program społeczny na lata 2014-2020, opracowany zgodnie z Rozporządzeniem Parlamentu Europejskiego i Rady nr 223/2014 z 11 marca 2014 w sprawie Europejskiego Funduszu Pomocy Najbardziej Potrzebującym.
Celem programu jest udzielenie wsparcia osobom doświadczającym najgłębszych form ubóstwa poprzez udostępnienie pomocy żywnościowej w formie paczek lub posiłków. Pomoc mogą otrzymywać osoby lub rodziny znajdujące się w trudnej sytuacji życiowej i uzyskujące niski dochód, wyliczany jako określony w danym roku procent kryterium dochodowego wymienionego w ustawie o pomocy społecznej. Pomoc rozdysponowywują właściwe terytorialnie ośrodki pomocy społecznej albo organizacje partnerskie (np. Caritas czy banki żywności). Osoby potrzebujące wsparcia otrzymują artykuły warzywne i owocowe, skrobiowe, mleczne, mięsne, a także cukier i olej. Podopieczni programu mogą również skorzystać z bezpłatnych szkoleń czy warsztatów dotyczących m.in. przygotowywania posiłków, dietetyki oraz sposobów zdrowego odżywiania, sprawnego zarządzania budżetem domowym, zapobiegania marnowaniu żywności celem zwiększenia swojej samodzielności i redukcji wykluczenia.
W 2019 planowane jest rozdysponowanie paczek o łącznej wartości 354,5 miliona złotych do 1,4 miliona osób potrzebujących.